# End of Days
End of Days (literalment en català "El final dels dies"), és una pel·lícula estatunidenca del 1999 dirigida per Peter Hyams i protagonitzada per Arnold Schwarzenegger. Fou premiada amb el premi Bogey aquell mateix any i està basada en The Omen i en certes prediccions sobre els esdeveniments que tindrien lloc al nou mil·lenni.

## Argument
El 1979 neix la Christine York, la mare de l'Anticrist. Uns metges seguidors de Satan la bategen amb sang de serp i vint anys després, la Christine (Robin Tunney) coneix un banquer (Gabriel Byrne) que en realitat és Satan. El que ell no sap és que el Vaticà en té constància i enviarà la facció de l'església a matar-la per evitar el naixement de l'Anticrist. Un policia vidu, però, anomenat Jericho (Arnold Schwarzenegger) arriba a temps per evitar-ho, convertint-se'n així en el seu protector, enfrontant-se als seus propis dimonis.

## Repartiment
- Arnold Schwarzenegger
- Gabriel Byrne
- Kevin Pollak
- Robin Tunney
- Rod Steiger
- Victor Varnado
- CCH Pounder
- Derrick O'Connor
- Miriam Margolyes
- Udo Kier
- Mark Margolis